# Chrysotoxum bicinctum
Chrysotoxum bicinctum es una especie moscas de la familia Syrphidae. Miden de 10 a 13 mm. El tórax es negro brillante con dos franjas grises. El abomen es delgado, negro con dos banda amarillas, de allí el nombre bicinctum. Las patas son predominantemente amarillas. Las alas son transparentes con una mancha marrón grande cerca del extremo.

Se cree que las larvas se alimentan de pulgones de las raíces, asociados con hormigas. Los adultos se encuentran de mayo a septiembre, especialmente en junio a agosto.

## Distribución
Se distribuyen por el Paleártico en Eurasia y África del Norte.

## Hábitat
Generalmente los adultos se encuentran al borde de arboledas o grupos o  hileras de matorrales.